# Monanthotaxis caesia
Monanthotaxis caesia är en kirimojaväxtart som först beskrevs av Friedrich Ludwig Diels, och fick sitt nu gällande namn av Bernard Verdcourt. Monanthotaxis caesia ingår i släktet Monanthotaxis och familjen kirimojaväxter.

## Underarter
Arten delas in i följande underarter:
- M. c. caesia
- M. c. elongata
- M. c. subacuta